# アレクサンドラ・コロンタイ
アレクサンドラ・ミハイロヴナ・コロンタイ（ロシア語: Алекса́ндра Миха́йловна Коллонта́й, ラテン文字転写: Alexandra Mikhailovna Kollontai, 旧姓は、ドモントーヴィチ、ロシア語: Домонто́вич, ラテン文字転写: Domontovich, ユリウス暦1872年3月19日（グレゴリオ暦3月31日） - 1952年3月9日）は、ロシアの女性革命家、共産主義者、小説家。当初、メンシェヴィキに所属するが、1914年にボリシェヴィキに転ずる。ソビエト政権樹立後は、1919年に政治家としてヨーロッパ最初の女性閣僚（人民委員）となった。レーニン没後、スターリンが権力を掌握すると、メキシコ、スウェーデンおよびノルウェーに外交官として派遣されるが、一方でこれは実質的にはソ連国内を追放されたに等しかった。

## 生涯

### 生い立ち、初期の経歴
ユリウス暦1872年3月19日（グレゴリオ暦3月31日）に帝政ロシアサンクトペテルブルクの裕福なブルジョワ家庭に生まれる。父ミハイル・ドモントーヴィチは13世紀まで遡る名門貴族出身の軍人で、1877年の露土戦争では将軍であり、1878年から1879年まで駐在ブルガリア公使を務めた。母アレクサンドラ・マサーリナ＝ムロヴィンスカヤは、フィンランドの裕福な材木商の娘であった。父ミハイルと母アレクサンドラは再婚である。
ちなみに、母アレクサンドラと前夫コンスタンチン・ムロヴィンスキーとの間の子のうち、長兄アレクサンドルの子が著名な指揮者エフゲニー・ムラヴィンスキーでコロンタイにとっては甥に当たり、当時一世を風靡したマリーインスキイ劇場の名ソプラノ歌手、エヴゲーニャ・ムロヴィンスカヤ（ジェニー・ムラヴィナ）はコロンタイにとっては異父姉に当たる。
コロンタイは、21歳で結婚し子供も儲けるが、次第にマルクス主義に傾倒し、1898年家庭を捨ててチューリヒ大学でマルクス主義研究に入る。
1899年、ロシア社会民主労働党に入党する。社会民主労働党は1903年のロンドン大会で、ユーリー・マルトフのメンシェヴィキと、レーニン率いるボリシェヴィキに分裂する。当初、コロンタイはどちらにも与せず中立の立場を取ったが、次第にボリシェヴィキとは距離を置き、メンシェヴィキに所属した。1905年、日露戦争に敗北したロシアではロシア第一革命が起こるが、これを機会にコロンタイは革命家として活動を活発化した。特に階級闘争の視点から女性問題（婦人問題）を取り上げて、当時の婦人運動の主流であった男女同権論をブルジョワ的であると批判している。
1908年、ドイツに亡命する。亡命後、「フィンランドと社会主義」を出版し、フィンランド人に対して帝政ロシアに対抗し決起するように促した。コロンタイはこの後フィンランド、フランス、ドイツを訪問し、ドイツではローザ・ルクセンブルクとカール・リープクネヒトを訪問している。

### ロシア革命
1914年、第一次世界大戦が勃発するとコロンタイはボリシェヴィキに転じ、亡命生活に終止符を打ちロシアに帰国、本格的に政治活動を開始する。1917年、ロシア革命（十月革命）によってレーニンを人民委員会議議長（首相）とするソビエト政権が成立すると、コロンタイは保健人民委員（大臣、閣僚。保健人民委員は厚生大臣に相当）に就任する。かくして、コロンタイはソビエト国家の最も重要な女性政治家となり、1919年世界最初の女性（婦人）政策担当部局である女性部（ジェノーデル、Женотдел、Zhenotdel）を創設したことでも知られるようになった。女性部はソビエト・ロシアにおける女性の生活向上に取り組み、結婚、女子教育、労働法などについて新制度をもたらした。こうしたコロンタイ及び女性部による一連の施策は、後世、社会主義フェミニズムの実験として理解されるようになった。なお、女性部そのものは1930年に廃止されている。

### 外交官として
1918年、ブレスト＝リトフスク条約調印をめぐり、対独講和を主張するレーニンに反対した。次第にレーニン主流派に批判的になっていったコロンタイは友人のアレクサンドル・シリャピニコフ （Alexander Shlyapnikov）が結成した党内左派「労働反対派」（Рабочая оппозиция、Workers' Opposition、「労働者反対派」とも）に所属する。しかし、レーニンによって反対派は瓦解し、コロンタイは実質的な政治過程から忌避されるようになる。

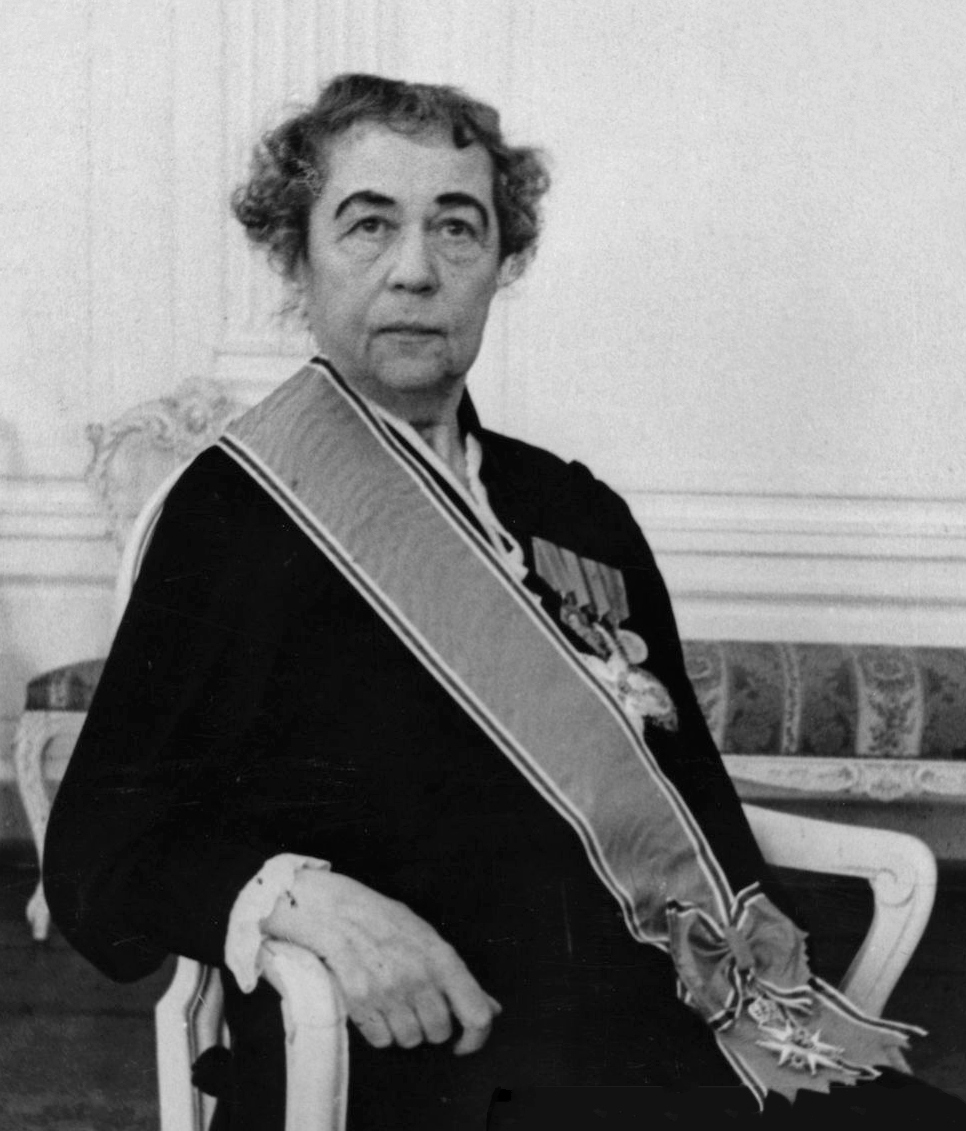
聖オラフ勲章を授与される（1946年）

1920年代からコロンタイは国内における実質的な政治影響力を伴わない種々の外交職を歴任することとなる。これにより国内政策、特に女性政策に関する彼女の発言権は封じられた。1923年駐ノルウェー大使に任命される（世界最初の女性大使）。以後、メキシコ、スウェーデン大使や国際連盟代表部部員を歴任する。1933年にはレーニン勲章を受章している。第二次世界大戦中は、スウェーデン大使であった。スウェーデンが中立国であったため、ストックホルムのソ連大使館はナチス・ドイツと潜在的な交渉ルートとしての可能性が取りざたされたが、実際にはナチスとの交渉は無かったとされる。1952年3月9日死去。

## 人物と評価
アレクサンドラ・コロンタイはソ連史上、非常に特異な存在である。多くの「オールド・ボリシェヴィキ」がスターリンの大粛清によって一掃された中、彼女自身もレーニンや共産党に対する批判者としては著名であったにもかかわらず、生命を保障された上に外交官として海外で顕職を歴任した。しかし、その一方で地位は保障されたものの、コロンタイには、ソ連の国内政策や党活動に対して実際的な影響力は皆無であり、その意味では政権側にとっては効果を充分に計算した追放であったと言えよう。
フェミニストとしてのコロンタイは、自由恋愛を強く主張したことから反対者から指弾されてきた。しかし、コロンタイの自由恋愛論は、単なる放縦な男女の性交を奨励したものではない。実際、彼女は社会主義の下で男女間の不平等な上下関係、男性による女性の搾取が解消すると考えていた。コロンタイは真の社会主義の成立が、セクシャリティーの急進的な変化なしでは成し遂げられないと見なしていた。巷間、コロンタイは「性的な欲求の充足は、一杯の水を得ることと同じくらい単純でなければならない」と言ったとされるがこれは彼女の言では無いにしろ、性の問題を深く見つめ、性的な関心が飢餓同様、自然な人間の本能によるものであることを捉え、女性の解放を急進的に実現しようとした。
結婚と家族に関しては、共産主義社会では自由恋愛の下、解体されると主張していた。伝統的な結婚と家族は、家父長制による個人への圧制的な仕組みであり、財産権の継承による個々のエゴの集積化されたものであるという見解を持っていた。そこで来るべき共産主義社会においては、男女両性は相互に労働をすることで互いを支え合い、家族ではなく社会によって子供の養育・教育が成されると説いた。こうしてコロンタイは、真の解放のために、男女両性とも本来自然に持っている伝統的な家庭生活に対するノスタルジアを放棄するよう促している。
コロンタイが著した小説ヴァシリーサ・マルイギナ(Василиса Малыгина)は「紅い恋」の題名で翻訳され昭和初期の日本でも流行し、西條八十作詞の「東京行進曲」は、当初歌詞中に「紅い恋」を引用していた。
一方、日本共産党や日本民主青年同盟はコロンタイの思想を「一杯の水論」「性的退廃」と激しく非難した。

## 関連図書
- The social basis of the woman question 1909年
- Towards a history of the working woman's movement in Russia 1920年
- "Tezisy o kommunisticheskoi morali v oblasti brachnykh otnoshenii" (Theses on Communist Morality in the Sphere of Marital Relations), Kommunistka No 12-13 (May) 1921年, pp.28-34.
- Letopis mojei zizni (memoirs) 1946年
  - Published in Finnish as Hetkiä elämästäni, Progress Publishers 1990年 ISBN 951-615-706-8
- 『革命家・雄弁家・外交官　ロシア革命に生きたコロンタイ』 ア．エム．イトキナ著、中山一郎訳、大月書店、1971年
- 『コロンタイと日本』杉山秀子著、新樹社、2001年
- 『ムラヴィンスキー　高貴なる指揮者』グレゴール・タシー著、天羽健三訳、アルファベータ、2009年―コロンタイの家系について詳細な記述あり。
- 『世界初の女性大使: A・M・コロンタイの生涯』、ミハイル・アレーシン著、渡辺温子訳、東洋書店, 2010.

## 映像
- 「情熱の波—アレクサンドラ・コロンタイの生涯」A Wave of Passion: The Life of Alexandra Kollontai、1994年、テレビ映画、コロンタイ役は、グレンダ・ジャクソン。
- 「ニノチカ」　Ninotchka、1930年代、ソビエト女性外交官を主役にした映画。主演はグレタ・ガルボ。